# Гагаринов, Александр Михайлович
Алекса́ндр Миха́йлович Гага́ринов (30 августа 1917, дер. Метельки, Вятская губерния — 23 июня 1984, Смидович, Еврейская автономная область) — командир орудия 275-го гвардейского истребительно-противотанкового артиллерийского полка, старшина; полный кавалер ордена Славы.

## Биография
Родился 17 августа 1917 года в деревне Метельки. Член ВКП(б)/КПСС с 1944 года. Работал строгальщиком железнодорожного депо станции Ин Смидовичского района Хабаровского края.
В Красной Армии и на фронте с 1942 года. Будучи снайпером, принимал участие в боях на Юго-Западном фронте. В марте 1943 года был тяжело ранен. После выздоровления направлен в 275-й гвардейский истребительно-противотанковый артиллерийский полк. В боях уничтожил двенадцать танков.
Наводчик орудия 275-го гвардейского истребительно-противотанкового артиллерийского полка гвардии сержант Гагаринов 18 июня 1944 года проявил храбрость и умение при прорыве укреплённой полосы противника в районе населённого пункта Тарговище. Огнём орудия он уничтожил тягач, противотанковое орудие и склад боеприпасов.
30 июля 1944 года за мужество, проявленное в боях с врагом, гвардии сержант Гагаринов награждён орденом Славы III степени.
Расчёт орудия во главе с Гагариновым 27 марта 1945 года переправился на левый берег реки Одер и участвовал в боях по удержанию плацдарма. При отражении шести контратак противника вывел из строя два танка, подавил две пулемётные точки, уничтожил свыше двадцати солдат и офицеров противника. Вынес с поля боя раненого командира.
Приказом по 5-й ударной армии от 7 мая 1945 года гвардии сержант Гагаринов награждён орденом Славы II степени.
23 апреля 1945 года гвардии сержант Гагаринов с расчётом одним из первых преодолел реку Шпрее и огнём орудия уничтожил две огневые точки, подавил огонь зенитного орудия.
Указом Президиума Верховного Совета СССР от 15 мая 1946 года за мужество, отвагу и героизм гвардии сержант Гагаринов Александр Михайлович награждён орденом Славы 1-й степени.
В 1946 году старшина Гагаринов демобилизован. Работал строгальщиком в железнодорожном депо станции Ин. Умер 23 июня 1984 года; похоронен в посёлке Смидович.

## Награды
Награждён Орденом Трудового Красного Знамени, двумя орденами Красной Звезды, орденами Славы I, II и III степени, медалями.

## Память

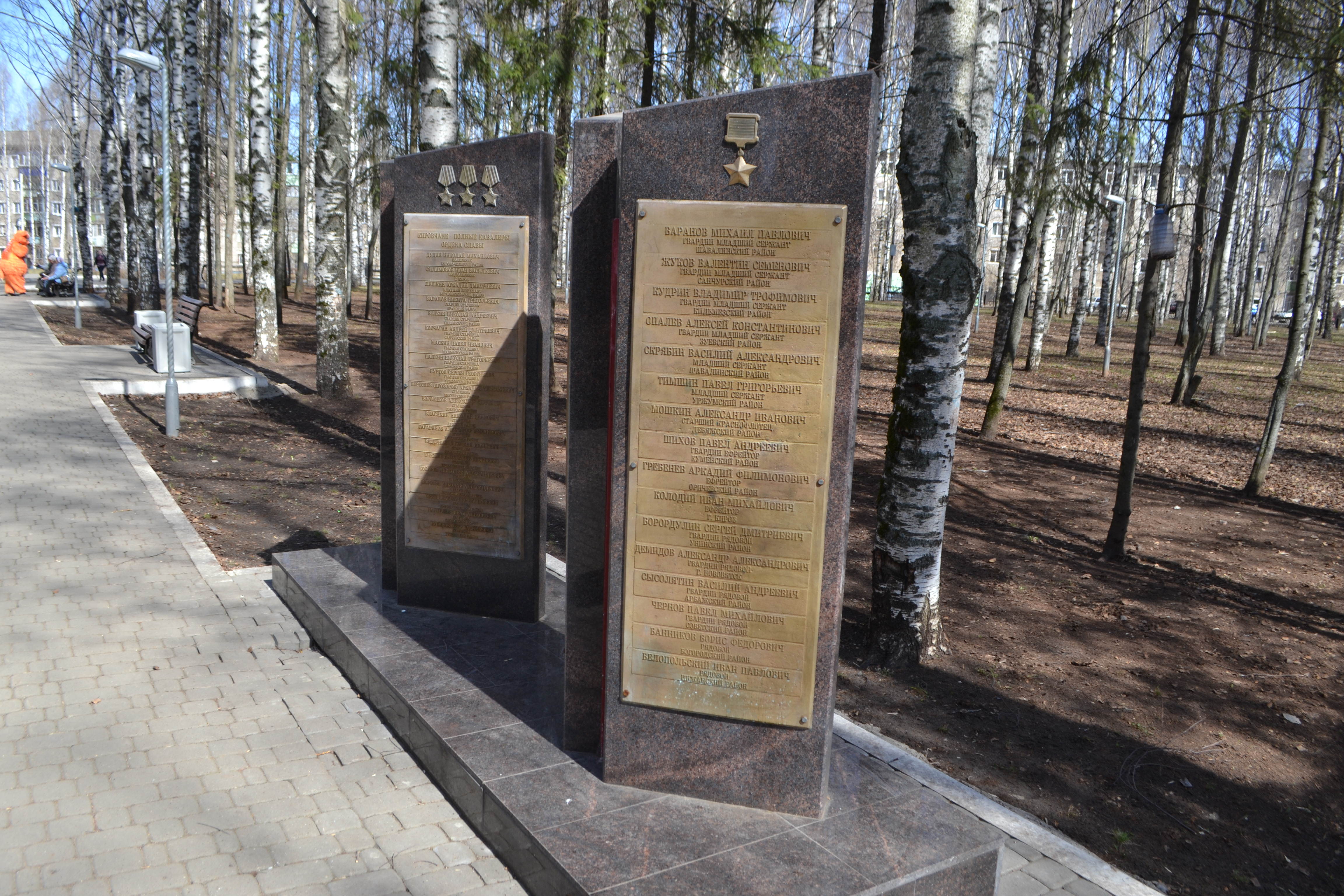
Имя Героя выбито на гранитной стеле на Аллее Славы в парке Победы города Кирова 2019.

- Имя Героя выбито на гранитной стеле на Аллее Славы в парке Победы города Кирова 2019.
- На доме, где он жил, установлена мемориальная доска.
- Имя А. М. Гагаринова увековечено на здании железнодорожного вокзала в посёлке Смидович.
- Имя А. М. Гагаринов выбито на отдельной Стеле на Аллеи Героев в Сквере Победы в Биробиджане (открытие прошло 7 мая 2015 года).[2]

## Комментарии
1. ↑  Деревня Метельки в последующем входила в состав Машкинского сельсовета Тужинского района Кировской области; упразднена 26.11.1986[1].